# Milevum
Milevi, Milev o Milevum (en Latín; "Mireon" o Μιραίον en griego) fue una colonia romana–ciudad bereber en la Provincia romana de Numidia. Hoy día se corresponde con la localidad de Mila, en el oriente de Argelia y muy próxima a la ciudad de Constantina.

## Historia
En la "Geografía" de Tolomeo (vol. IV, iii, 7), la ciudad es mencionada con el nombre de Mileum. Durante la era romana fue llamada Colonia Sarnensis Milevitana, por el río Sarno (Sarnus) en la Campania (en el sur de Italia), de donde procedían sus colonos. Hay unas cuantas inscripciones de este nombre por la ciudad.
Junto con Cirta, Collo y Rusicade, Milevum era parte de la confederación conocida como las Cuatro Colonias, que abarcaba un extenso territorio. El área de la confederación fue totalmente romanizada hacia el siglo IV, cuando casi toda su población hablaba latín, según el historiador Theodor Mommsen
En el siglo VI, en tiempos del emperador bizantino Juatiniano, la ciudad fue protegida con una muralla que todavía perdura y que sirvió para la ciudad musulmana de Mila. La ciudad ha proporcionado gran cantidad de inscripciones latinas y una estatua colosal de Saturno. 
El Cristianismo llegó en el siglo II para ser predominante en el IV.
Se celebraron dos concilios en Milevum, en los años 402 y 416 AD. El segundo apeló al papa Inocencio I para que se reprimiera la herejía pelagiana.
Después del 682, la ciudad fue conquistada por los Omeyas árabes de Abu al-Muhajir Dinar.

## Obispado de Milevum
La ciudad fue el centro de un pequeño obispado. Entre los obispos de esta sede episcopal estuvieron: 
- Poliano (Pollianus), presente en el Concilio de Cartago (255) y martirizado dos años después;
- San Optato (Optatus), notable por su labor contra los Donatistas, que murió hacia el 385 AD y conmemorado el 4 de junio;
- Honorio (Onorio u Honorius);
- Severo (Severus), compatriota y amigo de San Augustín;[7]
- Benenano (Benenanus) (484 AD); y Restituto (Restitutus), que participaron en el Quinto Concilio Ecuménico, en el 553 AD.

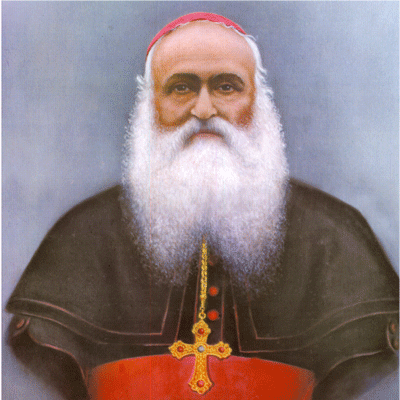
Charles Lavigne, obispo de Milevum

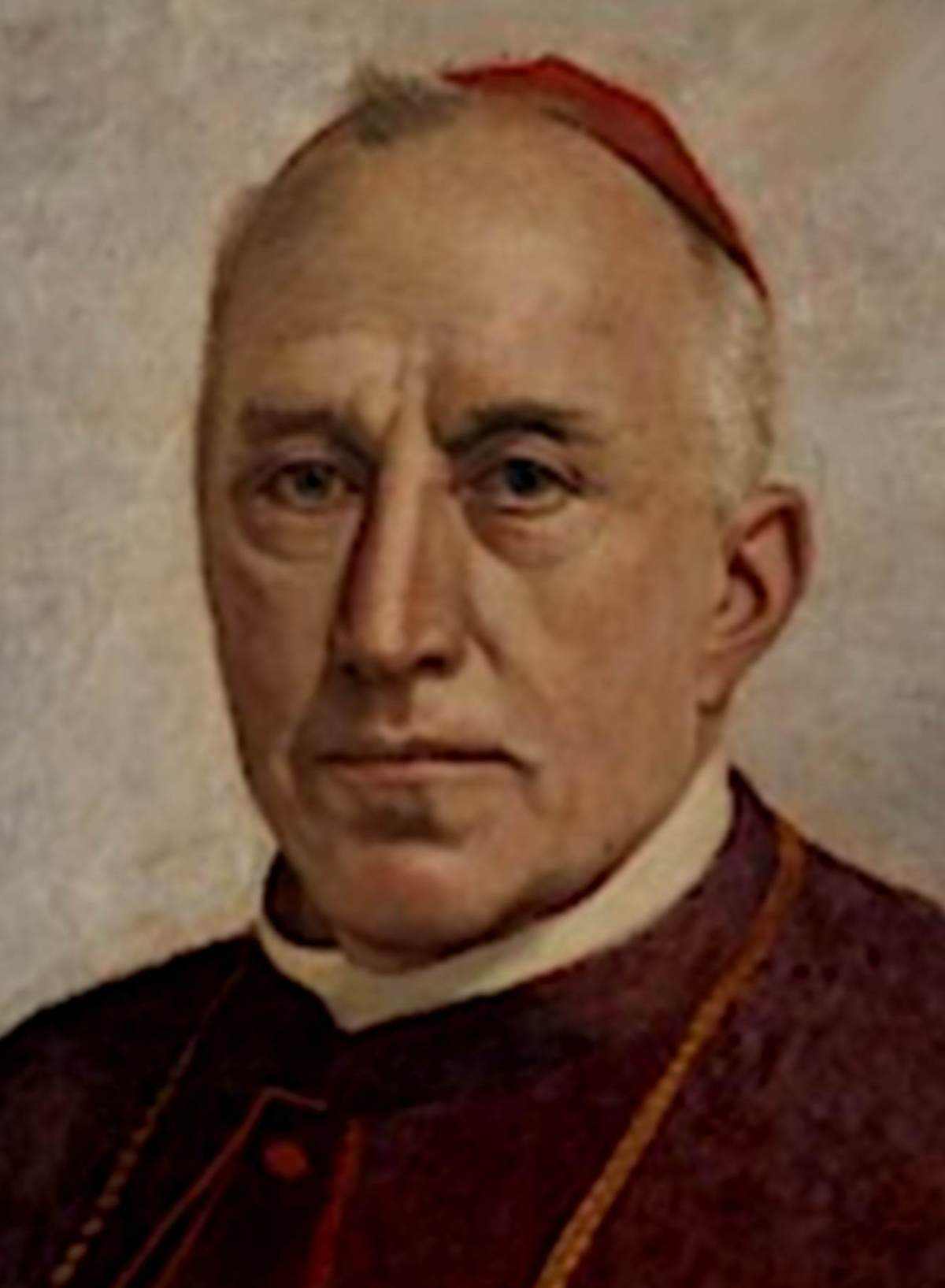
Anton Gisler, obispo

Milevum permanece hoy en día como Sede titular en la provincia eclesiástica de Numidia.
- Emmanuel a Santo Ludovico, O.F.M. † (8 feb 1672 nombrado – )
- Hyacinthus de Saldanha, O.P. † (28 ene 1675 nombrado – )
- Johann Ignaz Dlouhovesky de Longavilla † (10 abr 1679 nombrado – 10 ene 1701)
- Caius Asterius Toppi † (15 nov 1728 nombrado – 20 may 1754)
- Anton de Révay † (20 may 1754 nombrado – 16 sep 1776 Obispo de Rožňava)
- Wilhelm Joseph Leopold Willibald von Baden † (12 jul 1779 nombrado – 9 jun 1798)
- Angiolo (Angelo) Cesarini † (28 sep 1801 nombrado – 7 may 1810)
- Thomas Coen † (26 Jan 1816 nombrado – 9 oct 1831 destinado Obispo de Clonfert)
- Bernard Collier, O.S.B. † (14 feb 1840 nombrado – 7 dic 1847)
- Jean-Marie Tissot, M.S.F.S. † (11 ago 1863 nombrado – 25 nov 1886 Obispo de Vizagapatam)
- Charles Lavigne, S.J. † (13 sep 1887 nombrado – 27 ago 1898)
- James Bellord (16 feb 1899 nombrado – 11 jun 1905)
- Ivan Borzatti de Löwenstern (15 mar 1907 nombrado – 17 feb 1926)
- Acacio Chacón Guerra (10 may 1926 nombrado – 1 ago 1927)
- Anton Gisler † (20 abr 1928 nombrado – 4 ene 1932)
- Jean-Félix de Hemptinne, O.S.B. † (15 mar 1932 nombrado – 6 feb 1958)
- José Manuel Piña Torres † (12 may 1958 nombrado – 7 jul 1997)
- Joseph Ignace Randrianasolo † (24 oct 1997 nombrado – 3 jun 1999, Obispo de Mahajanga)
- Joseph Chennoth (24 ago 1999 nombrado – )